# Syddansk Universitet Slagelse
Syddansk Universitet Slagelse er Syddansk Universitets vestsjællandske campus, som især udbyder merkantile uddannelser, herunder HA og HD. Hertil kommer erhvervsøkonomi og international virksomhedsøkonomi. Den nuværende adresse er Sdr. Stationsvej 28, 4200 Slagelse. SDU Slagelse er hjemsted for ca. 2.100 studerende (2017).

## Uddannelser
Ifølge aftale med SDU og Slagelse Kommune er disse uddannelser bliver disse uddannelser udbudt (eller var planlagte i 2021):
- HA (bachelor)
- Cand.merc. (kandidat)
- International virksomhedskommunikation (IVK) i engelsk (bachelor)
- International virksomhedskommunikation (IVK) (kandidat)
- Fremmedsprog og digital kommunikation (professionsbachelor)
- Folkesundhedsvidenskab (bachelor)
- Folkesundhedsvidenskab (kandidat)
- Sundhedsfaglig kandidatuddannelse (kandidat)

## Historie
SDU Slagelse opstod i 2008, da Handelshøjskolecentret i Slagelse fusionerede med Syddansk Universitet. Handelshøjskolecentret var blevet etableret få år tidligere, og dets rektor var Villum Christensen (1996-2006). Handelshøjskolecentrets adresse var Willemoesvej 2 B - N.
Syddansk Universitet besluttede i november 2023 at lukke Syddansk Universitet Slagelse, men ville give de daværende studerende mulighed for at færdiggøre deres uddannelser.